# PA-469
A  PA-469 é uma rodovia brasileira do estado do Pará. Essa estrada intercepta a PA-151 em sua extremidade leste.
Está localizada na região nordeste do estado, atendendo aos municípios de Igarapé-Miri e Cametá. 